# Octave Vigne
Pour les articles homonymes, voir Vigne (homonymie).
Octave Alexandre Vigne, né à Montfort-sur-Argens le 14 avril 1867 et mort au Thoronet 31 octobre 1945, est un homme politique français.

## Biographie
Après des études à Marseille, puis à Toulon, Octave Vigne s'installe à Montfort-sur-Argens comme viticulteur.
En février 1908, il crée la première cave vinicole du Var, La Montfortaise. Sous son impulsion, le Var devient en 1914 le premier département français par le nombre de coopératives.
L'école communale de Montfort-sur-Argens porte son nom.

## Carrière politique
Octave Vigne est conseiller général du canton de Cotignac en 1895 et président du conseil général du Var en 1901. Après une première tentative pour être élu député en 1898, il est finalement député du Var de 1902 à 1919, inscrit au groupe socialiste. Durant ses mandats, il s'intéresse principalement à l'agriculture varoise.

## Sources
- « Octave Vigne », dans le Dictionnaire des parlementaires français (1889-1940), sous la direction de Jean Jolly, PUF, 1960 [détail de l’édition]

## À voir aussi